# Bistum Cabanatuan
Das Bistum Cabanatuan (lat.: Dioecesis Cabanatuanensis) ist eine auf den Philippinen gelegene römisch-katholische Diözese mit Sitz in Cabanatuan.

## Geschichte
Das Bistum Cabanatuan wurde am 16. Februar 1963 durch Papst Johannes XXIII. mit der Apostolischen Konstitution Exterior Ecclesiae aus Gebietsabtretungen des Erzbistums Lingayen-Dagupan errichtet und diesem als Suffraganbistum unterstellt. Am 16. Februar 1984 gab das Bistum Cabanatuan Teile seines Territoriums zur Gründung des Bistums San Jose ab.
Das Bistum Cabanatuan umfasst die Provinz Nueva Ecija.
2017/18 wurden mehrere katholische Priester in Nueva Ecija ermordet.

## Bischöfe von Cabanatuan
- Mariano Gaviola y Garcés, 1963–1967
- Vicente Reyes, 1967–1983
- Ciceron Santa Maria Tumbocon, 1983–1990
- Sofio Guinto Balce, 1990–2004
- Sofronio Aguirre Bancud SSS, 2004–2024
- Prudencio Padilla Andaya junior CICM, seit 2024

## Einzelnachweise

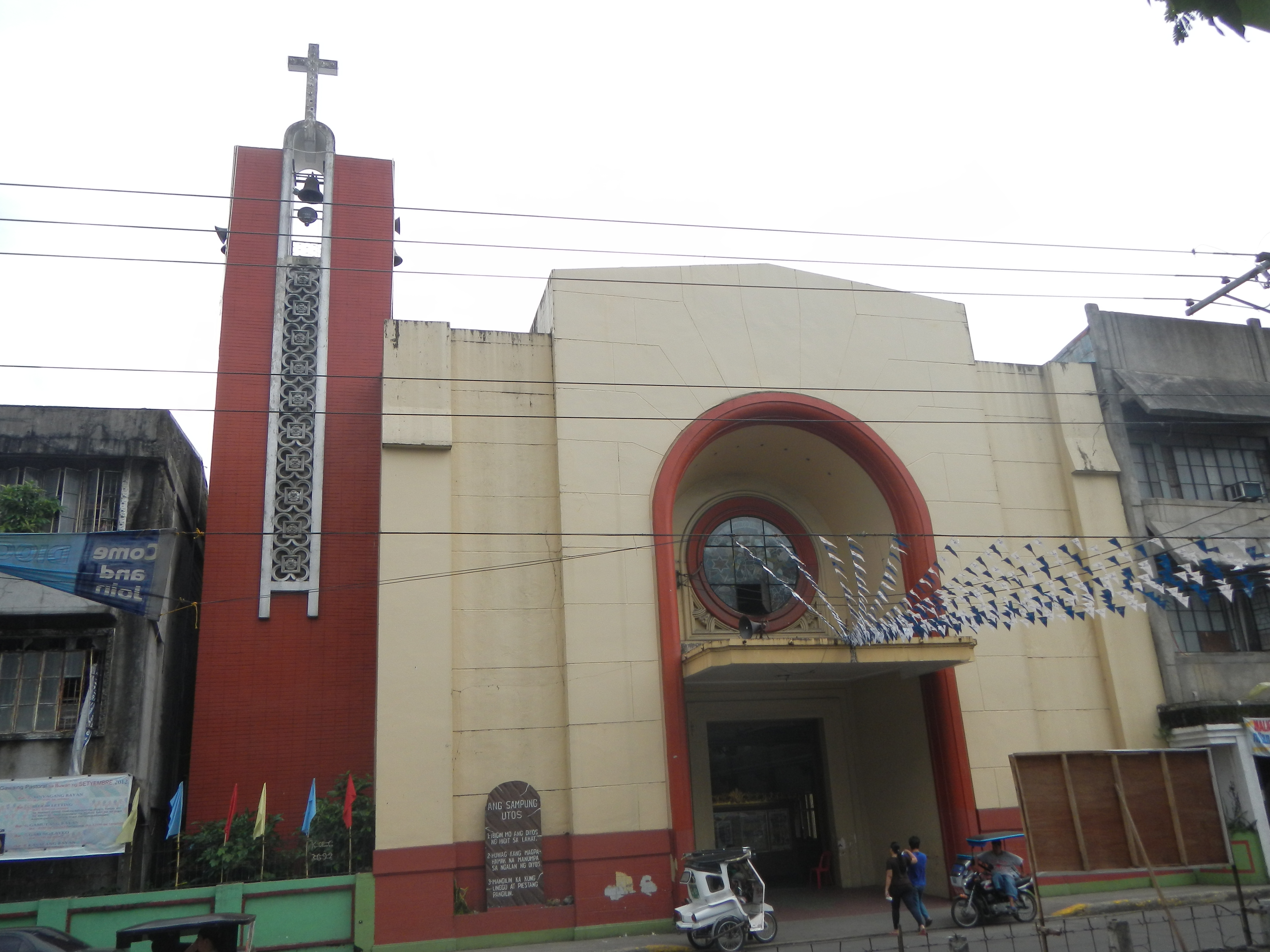
Kathedrale St. Nicolas of Tolentino